# 珠海白莲洞
白莲洞，位于中国广东省珠海市香洲区吉大九洲大道官村北侧，因“古有僧人隐迹于此，遍种白莲”而得名。白莲洞保存有多处清代石刻，主要有道光年间文人鲍俊的“大士阁”书法石刻、咸丰年间吉大文人叶显昭“洗心”摩崖书法。2006年6月6日，列入首批香洲区文物保护单位。